# Södra Kättbo
Södra Kättbo is een plaats in de gemeente Mora in het landschap Dalarna en de provincie Dalarnas län in Zweden. De plaats heeft 77 inwoners (2005) en een oppervlakte van 43 hectare. De plaats ligt op een schiereiland aan het meer Kättbosjön.